# Eudòxia Macrembolitissa

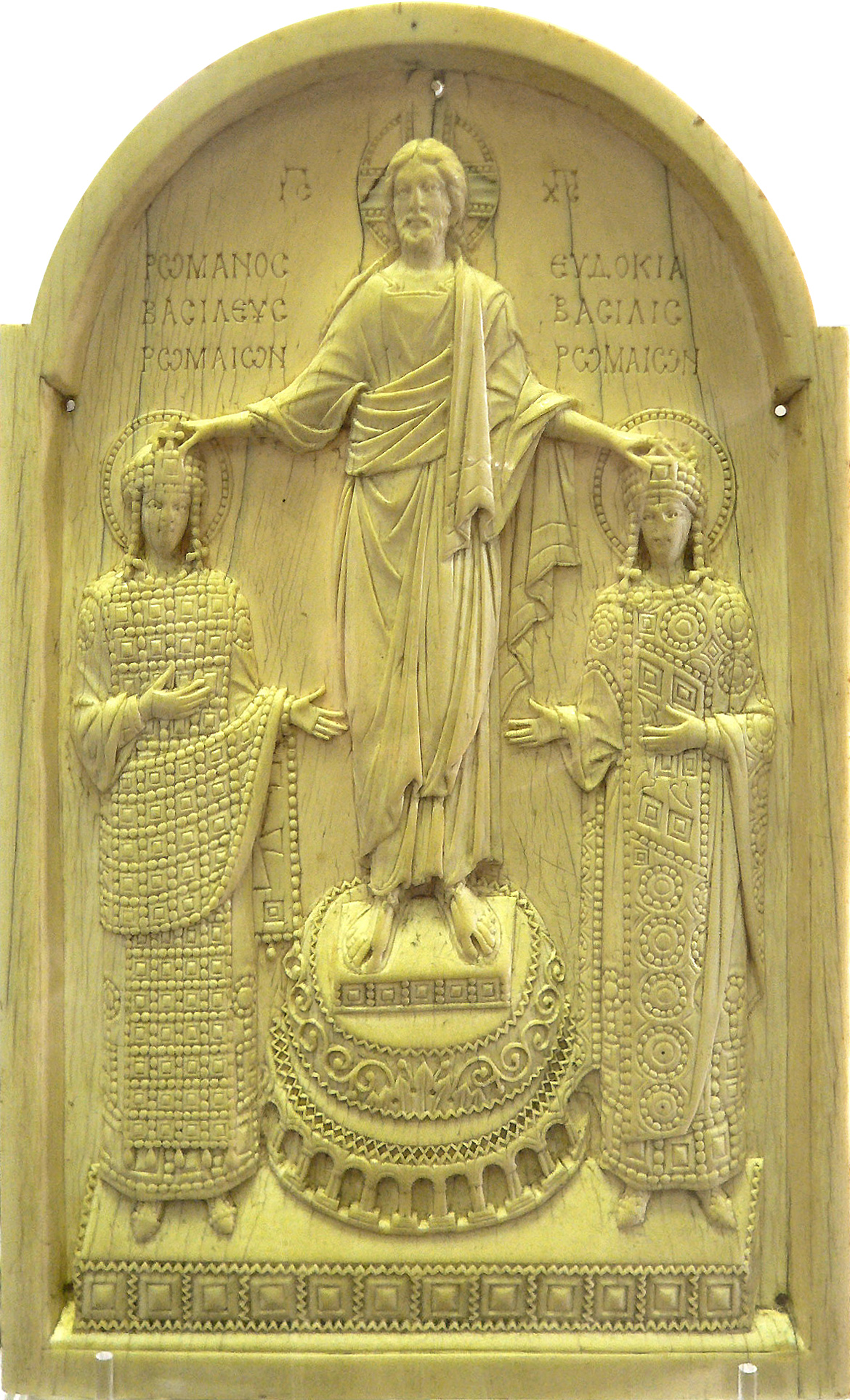
Consagració de Romà IV i Eudòxia

Eudòxia Macrembolitissa, en grec medieval Ευδοκία Μακρεμβολίτισσα, fou la segona esposa de l'emperador romà d'Orient Constantí X Ducas i, quan aquest va morir el 1067, del també emperador Romà IV Diògenes. Era filla de Joan Macrembolita i neboda de Miquel Cerulari, el patriarca de Constantinoble.
Es va casar alguns anys abans del 1059 amb Constantí, al qual va donar dos fills, Miguel i Andrònic, abans que esdevingués emperador. Un tercer fill, Constantí, va néixer sent ja el pare emperador; també van tenir dues filles, Teodora i Zoè.
El 1059, va rebre el títol d'Augusta. Constantí X la va deixar hereva de l'imperi a la seva mort junt amb els tres fills: Miquel VII Ducas Parapinaces, Andrònic i Constanci Porfirogènit, i amb l'encàrrec de no tornar-se a casar.
Eudòxia va tenir de fet el govern, ja que els fills eren tots menors d'edat, i com que considerava que la protecció de la frontera oriental requeria un home fort per defensar-la, es va casar amb Romà Diògenes, un noble i general destacat que havia intentat un cop d'estat a la mort de Constantí, i al qual Eudòxia havia fet empresonar i després enviat a l'exili.
Ara el va cridar i s'hi va casar per raons d'estat i li va donar el comandament de l'exèrcit. El jurament de no tornar-se a casar estava en custòdia del patriarca de Constantinoble, però amb un engany el va poder recuperar, i als vuit mesos de la mort del marit es va casar de nou (1068).
El matrimoni aviat va tenir conflictes sobre el poder i Romà, el 26 d'agost del 1071 va lliurar la decisiva batalla de Mantziciert, contra els turcs de l'Imperi Seljúcida, en la qual els romans d'Orient van ser aniquilats per la traïció d'alguns oficials del seu propi bàndol. Romà va ser fet altre cop presoner. (Vegeu Romà IV Diògenes). Durant la captivitat de Romà, Joan Ducas, germà de Constantí X, que era cèsar, va declarar Miquel Parapinaces com a únic emperador i va desterrar Eudòxia a un convent que ella mateixa havia construït a la costa de la Propòntida.
A la mort de Romà Diògenes, que en ser alliberat havia caigut en mans d'Andrònic Ducas, el fill gran de Joan Ducas, i havia mort pels maltractes rebuts (1071), Eudòxia el va fer enterrat amb gran solemnitat i esplendor. Encara va viure uns anys després d'això, però la data de la seva mort és desconeguda, encara que va ser després de la pujada al poder d'Aleix I Comnè el 1081.
Se li atribueix la compilació d'un diccionari d'història i mitologia anomenat Ἰωνιά (Col·lecció de llits de violetes). El prefaci de l'obra diu que està dedicada al seu marit Romà Diògenes, i és com una col·lecció genealògica de déus, herois i heroïnes, i també de faules relacionades amb ells, recollits pels antics, i conté a més, diverses notes de diferents filòsofs. La col·lecció es considera actualment una recopilació feta al segle xvi, atribuïda falsament a Eudòxia i obra d'un falsificador, Constantí Paleocapa, que la va escriure cap a 1540, i hauria tret els textos de Diògenes Laerci i de Suides.
Miquel Psel·los, que era parent seu i a qui Eudòxia anomenava oncle, diu que l'emperadriu era molt noble, bella i intel·ligent.